# Tukano
Tukano – grupa Indian, współcześnie bardzo nieliczna (około 2 tys. osób), żyjąca w regionie Vapués, na pograniczu Kolumbii i Brazylii. Mówią językiem tukano.